# مشچیوویوو
مشچیوویوو (به لاتین: Mściwojów) یک روستا در لهستان است که در گمینا مشچیوویوو واقع شده‌است.